# شركة الإسمنت الليبية
شركة الإسمنت الليبية المساهمة. هي واحدة من أكبر الشركات المصنعة للإسمنت في ليبيا. تمتلك ستة خطوط إنتاج في كل من بنغازي، الهواري، والفتائح تقوم بتغطية أزيد من ثلث الطلب الليبي على صناعة الاسمنت. في 2008 استحوذت كل من مجموعة أسامر وصندوق التنمية الاقتصادية والاجتماعية على أكثر من 90٪ من شركة الإسمنت الليبية.

## خلفية
بدأت الشركة الليبية للإسمنت الإنتاج سنة 1972 بمصنعٍ واحد، بطاقة إنتاجية للإسمنت البورتلاندي بلغت 200,000 طن سنويًا. سنة 1974، أضيف خط إنتاجي جديد بطاقة إنتاجية تبلغ 400,000 طن سنوياً. فيما أضيف خط إنتاجي ثالث سنة 1977 بطاقة 400,000 طن سنويًا، ليصل إجمالي القدرة الإنتاجية للشركة مليون طن من الإسمنت البورتلاندي. مع ذلك، فإن أول مصنع قد توقف عن العمل لحاجته إلى الصيانة. بحلول 2007، مصنع إسمنت بنغازي صار ينتج 800,000 طن سنويًا. فيما ينتج مصنع الهواري، والذي أطلق في 1964 ما يبلغ 1,000,000 طن سنويًا. سنة 1987، أجريت تعديلات على خط إنتاج مصنع الهواري لإنتاج إسمنت مقاوم للكبريتات. أطلق مصنع الفتائح سنة 1982 مع خطي إنتاج تبلغ طاقتهما الإنتاجية 1,000,000 طن سنويًا من الإسمنت البورتلاندي العادي. يقع هذا المصنع على بعد 350 كيلومترًا شرق بنغازي، بالقرب من درنة. تملك شركة الإسمنت الليبية أيضًا مصنعًا لصناعة أكياس الإسمنت، وقد أنشئ 1975، ينتج المصنع 200,000 كيس يوميًا. في أبريل 2015، أعلنت مجموعة ليبيا القابضة استحواذها على أغلبية أسهم شركة الإسمنت الليبية من مجموعة كوادراسير النمساوية في إطار خطة إستراتيجية طويل الأمد للمجموعة تسعى لإعادة البنية التحتية لليبيا. 

## الإنتاج المحلي
تستهلك السوق المحلية كافة إنتاج شركة الإسمنت الليبية، with market demand exceeding LCC’s capacity. الطلب على مادة الإسمنت في السوق المحلية مرتفع جدًا، للإنشاءات والبناء؛ وتقدر الحاجة بـ 8,000,000 طن من الإسمنت المقاوم للكبريتات. 